# 1855

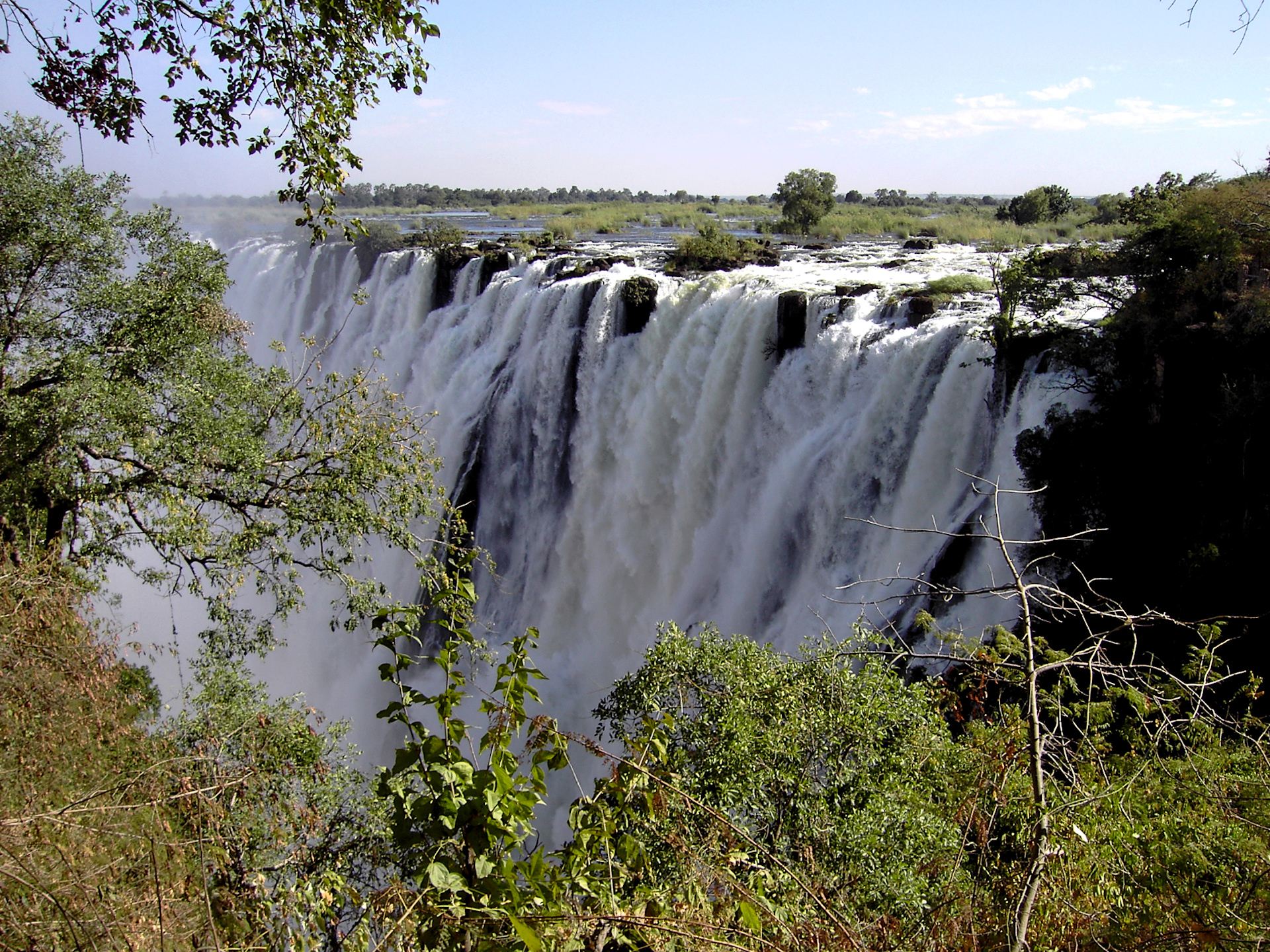
De Victoriavallen

Het jaar 1855 is het 55e jaar in de 19e eeuw volgens de christelijke jaartelling.

## Gebeurtenissen
januari
- 27 - De laatste nagel van de Panamaspoorweg wordt geslagen en het spoor is compleet. De volgende dag rijdt de eerste trein de volledige route van oceaan naar oceaan
- Sardinië neemt deel aan de Krimoorlog aan de zijde van het Ottomaanse Rijk.

februari
- 6 - Mede door de snoeiharde kritiek van de verslaggever uit de Krimoorlog William Howard Russell valt de Britse regering van Lord Aberdeen.
- 7 - In Shimoda tekenen viceadmiraal Jevfimi Vasiljevitsj Poetjatin en shogunaal gezant Toshiakira Kawaji het Japans-Russisch vriendschapsverdrag (alias Verdrag van Shimoda). Het verdrag regelde onder meer enkele territoriale disputen (Japanse Noordelijke territoria vs. Russische Zuidelijke Koerilen) en de openstelling van de havens van Shimoda, Nagasaki en Hakodate.
- 9 - De Ethiopische krijgsheer Kassa behaalt zijn laatste belangrijke overwinning op de feodale leider Dajazmach Webe Hayle Mariam van Tigray, en wordt negus van Ethiopië.
- 15 - Het Franse fregat de Sémillante op weg naar de Krim zinkt voor de kust van Corsica. Geen van de 773 opvarenden overleeft de ramp.

maart
- 5 - Doorbraak van de Grebbedijk doordat het dooiwater vanuit Duitsland wordt geblokkeerd door de bevroren benedenloop van de Rijn. Dit is de Watersnood van 1855.
- 12 - Tsaar Nicolaas I van Rusland overlijdt en wordt opgevolgd door Alexander II.

april
- 23 - In België stoomt voor het eerst een trein tussen Kontich en Turnhout.

mei
- 15 - Begin van de Exposition Universelle des produits de l'Agriculture, de l'Industrie et des Beaux-Arts te Parijs.
- 15 - Op initiatief van dominee Van Koetsveld gaat in Den Haag een school van start voor idioten, de eerste instelling van speciaal onderwijs in Nederland.

juli
- 11 - Haarlemmermeer wordt officieel een gemeente.
- 29 - In de Hervormde Kerk te Opheusden wordt onder de middagdienst de predikant op de preekstoel door de bliksem dodelijk getroffen.
- 30 - Opening van de spoorlijn Utrecht - Rotterdam met als voorlopige eindhalte het Station Rotterdam Boerengat.

augustus
- 8 - De Mexicaanse dictator Antonio López de Santa Anna wordt ten val gebracht door een coalitie van moderaten en liberalen.
- 17 tot 28 - De Britse koningin Victoria en prins Albert brengen een staatsbezoek aan Frankrijk, waar ze ook de Wereldtentoonstelling bekijken.

september
- 22 - De nieuwe keizer Tewodros II van Ethiopië verovert de stad Magdala en vestigt er zijn hoofdstad.
- Sebastopol geeft zich over aan de Engelse en Franse troepen.

oktober
- 1 - De Zusters van Roosendaal stichten een armenschool op Bonaire.
- 17 - Slag bij Kinboern: gepantserde Franse en Britse oorlogsschepen schakelen forten  op het schiereiland Kinboern uit  zonder zelf door de Russische kanonnen te worden beschadigd. Ze bewijzen daarmee het nut van pantserschepen.

november
- 17 - David Livingstone ontdekt de Victoriawatervallen.
- 28 - De Turkse vestingstad Kars valt in Russische handen.

december
- 7 - Eerste uitvoering in Nederland van de Symphonie fantastique van Hector Berlioz. Plaats is de concertzaal van Felix Meritis in Amsterdam, dirigent is Johannes van Bree.

zonder datum
- Andries Pretorius, leider van de Voortrekkers, sticht de nederzetting die later naar hem Pretoria genoemd zal worden.
- In Bordeaux wordt voor de Wereldtentoonstelling in Parijs de 1855 Classificatie opgesteld (zie Bordeauxwijn (classificatie 1855)). Deze lijst wordt opgesteld aan de hand van de prijzen die nu gelden voor de wijn en is niet bedoeld als permanente richtlijn.[1]
- De Duitse natuurkundige en glasblazer Heinrich Geißler vindt de kwikvacuümpomp uit.
- Oprichting van het Dames-comité ter bevordering van de Evangelieverkondiging en de Afschaffing der Slavernij in Suriname

## Muziek
- Georges Bizet componeert zijn Symfonie in C-groot en zijn Ouverture in a-klein.
- Jacques Offenbach componeert o.a. de opéra-comique Une nuit blanche

## Beeldende kunst

Het atelier van de schilder (1855) Gustave Courbet - Musée d'Orsay, Parijs
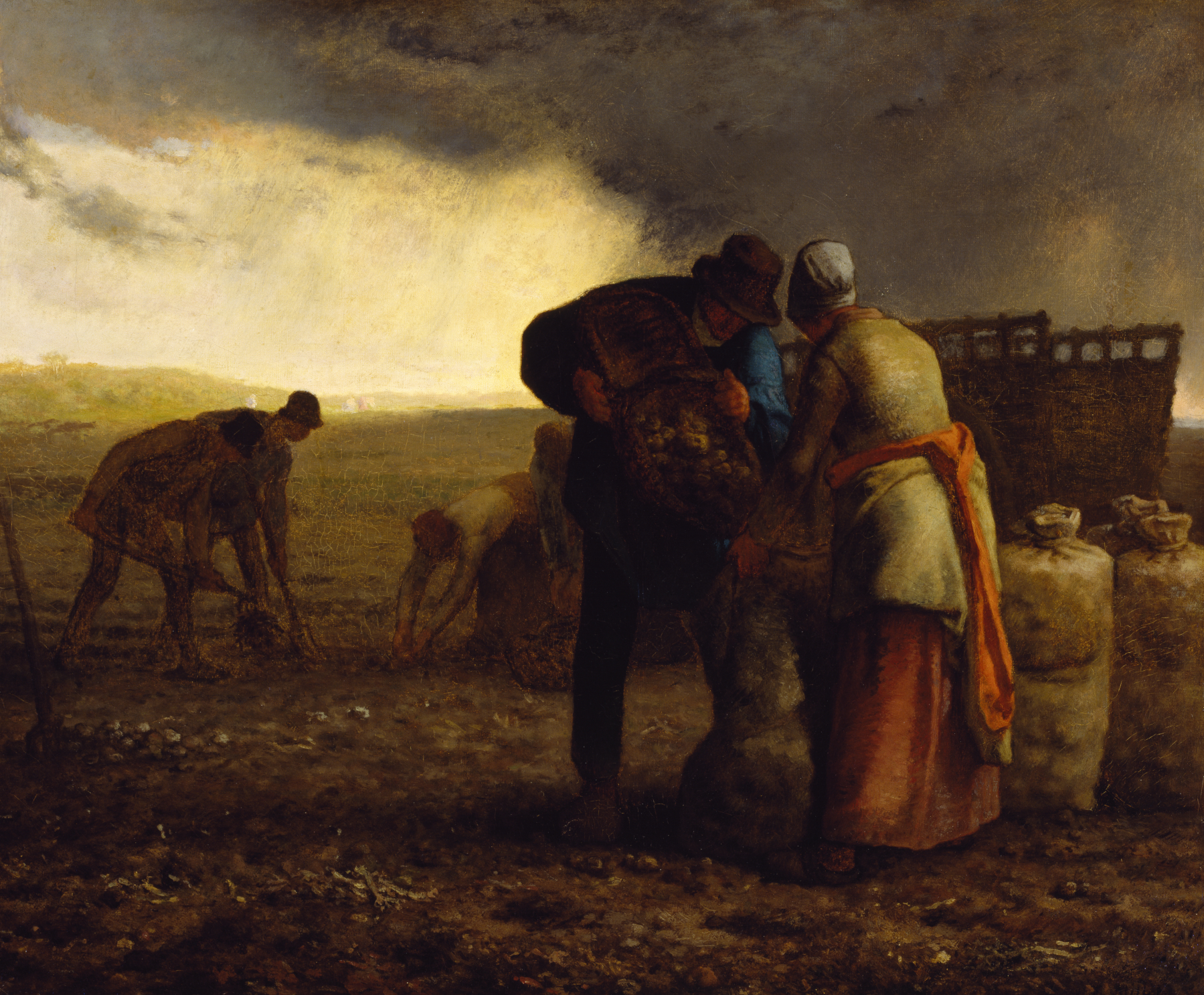
De aardappeloogst (1855) Jean-François Millet - Walters Art Museum, Baltimore

## Bouwkunst

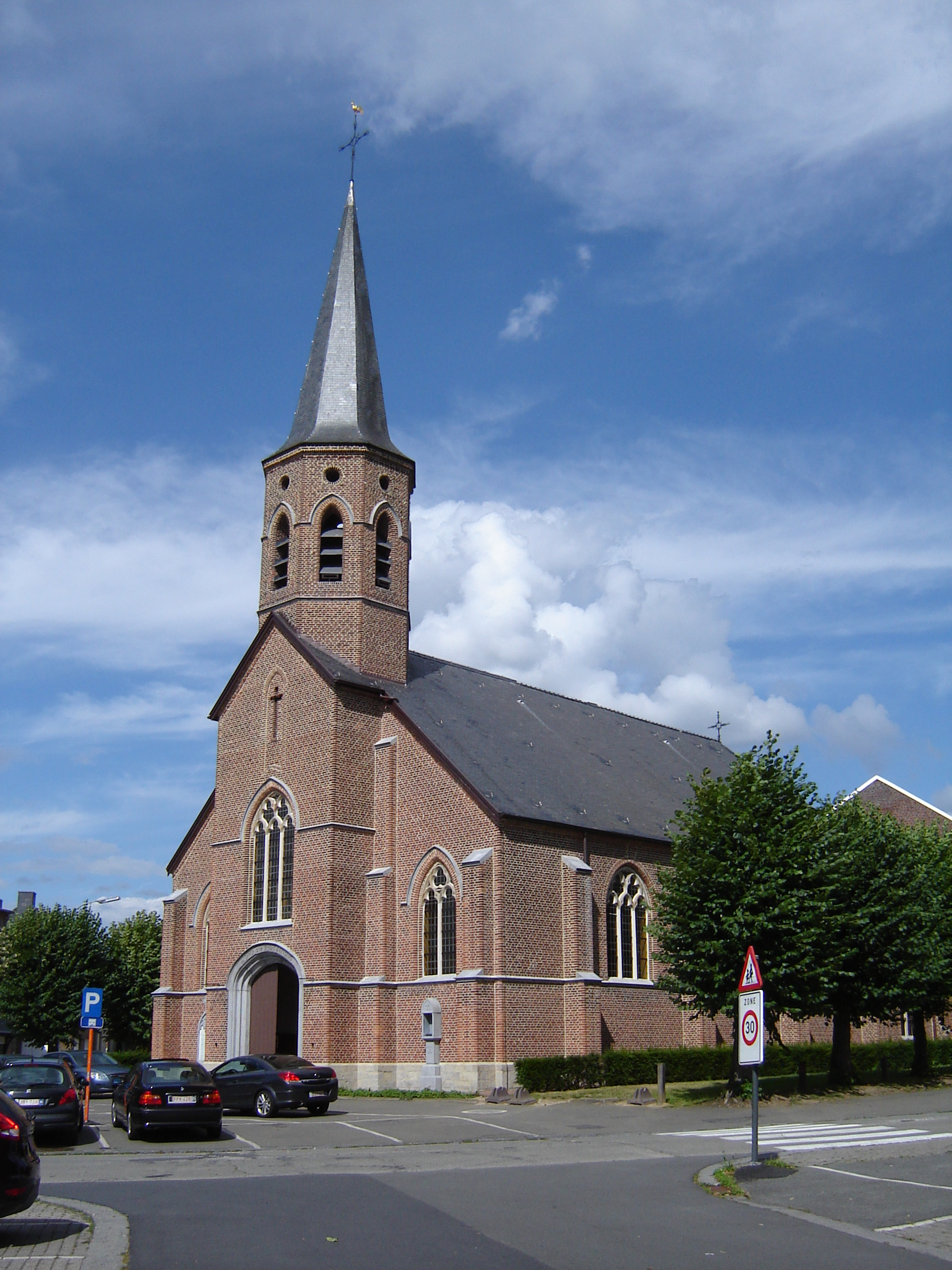
St-Pietersbanden en St-Berlindiskerk, Grotenberge (B) (1855)

## Geboren
januari
- 5 - King Camp Gillette, Amerikaans uitvinder van het scheermesje (overleden 1932)
- 21 - Maria Louise van Bourbon-Sicilië, prinses van Beide Siciliën (overleden 1874)
- 24 - Leonard Springer, Nederlands tuin- en landschapsarchitect (overleden 1940)

maart
- 5 - Sophie Frederika Dorothea, aartshertogin van Oostenrijk (overleden 1857),
- 7 - Suze Maathuis-Ilcken, Nederlands kinderboekenschrijfster (overleden 1927)

april
- 18 - Abraham Bredius, Nederlands kunstkenner, -verzamelaar en museumdirecteur (overleden 1946)

mei
- 21 - Emile Verhaeren, Franstalig Belgisch schrijver en dichter (overleden 1916)

juli
- 21 - Richard O'Ferrall, Surinaams onderwijzer, schrijver en politicus (overleden 1936)
- 22 - Octave Van Rysselberghe, Belgisch architect (overleden 1929)
- 30 - Wilhelm von Siemens, Duits industrieel (overleden 1919)

augustus
- 25 - Hugo von Pohl, Duits militair (overleden 1916)
- 30 - Evelyn De Morgan, Engels kunstschilderes (overleden 1919)

september
- 3 - Jan Fortuijn, Nederlands socialist en vrijdenker (overleden 1940)
- 14 - Maria Elisabeth Louise Frederika van Pruisen, prinses van Pruisen (overleden 1888)
- 30 - Nicolaas Bosboom, Nederlands militair en politicus (overleden 1937)
- 30 - Pieter van Romburgh, Nederlands chemicus en hoogleraar (overleden 1945)

november
- 12 - Amandus Adamson, Estisch beeldhouwer (overleden 1929)

december
- 17 - Suze Robertson, Nederlands schilderes en tekenares (overleden 1922)

datum onbekend
- Jane Frances Winn, Amerikaans journaliste (overleden 1927)

## Overleden
januari
- 23 - John Burdett Wittenoom (66), eerste koloniaal kapelaan van West-Australië
- 25 - Dorothy Wordsworth (83), Engels dichteres en dagboekschrijfster

februari
- 23 - Carl Gauss (77), Duits wiskundige

maart
- 2 - Nicolaas I van Rusland (58), tsaar van Rusland
- 3 - Copley Fielding (67), Engels kunstschilder
- 8 - William Poole (34), gangster, bokser en politicus
- 31 - Charlotte Brontë (38), Brits schrijfster

april
- 12 - Pedro Albéniz y Basanta (59), Spaans componist, muziekpedagoog, organist en pianist

juni
- 21 - Jacobus Benjamin Seiler (57), Nederlands militair
- 8 of 10 juni - Jan Hendrik van Grootvelt (46), Nederlands kunstschilder en tekenaar

juli
- 11 - Charles de Meester (54), Belgisch politicus en burgemeester

september
- 3 - Emiel-Jan Seghers (71), Belgisch bisschop van Gent

november
- 11 - Søren Kierkegaard (42), Deens theoloog en filosoof
- 26 - Adam Mickiewicz (56), Pools dichter

december
- 17 - Fredrik Meltzer (76), ontwerper van de Noorse vlag

datum onbekend
- Richard Gibson (±60), Amerikaans kunstenaar

## Weerextremen in België
- Gemiddelde jaartemperatuur: na 1879 (7,0 °C) het koudste jaar sinds 1833 met 7,4 °C (normaal 9,7 °C)